# Ma Teng

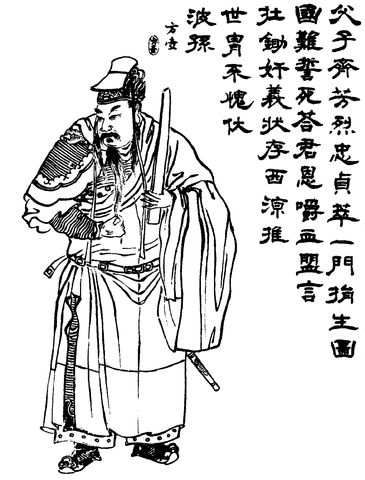
Ma Teng

Ma Teng (馬騰) (* 156; † 212) war ein chinesischer Offizier und Nachkomme des berühmten Han-Generals Ma Yuan, Vater von Ma Chao, Gouverneur der Liang-Provinz und einer der acht Reiter von Han Sui.
Ma Teng beteiligte sich 184 an der Koalition gegen Dong Zhuo. Nach ihrer Auflösung ging er zurück in die Liang-Provinz, um seine Herrschaft zu festigen. Gemeinsam mit Liu Bei beteiligte er sich an einem Plan, Cao Cao zu töten. Als der Plan aufgedeckt wurde, gelang ihm die Flucht in seine Provinz. Jahre später zwang ihn Cao Cao mit einem Edikt, sich mit seinen Söhnen Ma Xui und Ma Tie in die Hauptstadt Xu Chang zu begeben, wo alle drei ermordet wurden.